# Boa Esperança (Schiff)
Die Boa Esperança ist eine 1990 gebaute Nachbildung einer Karavelle aus der zweiten Hälfte des 15. Jahrhunderts, wie sie während der portugiesischen Entdeckungen eingesetzt wurde. Sie wurde zunächst für die Segelausbildung junger Menschen genutzt. Seit 2001 dient sie als Werbeträger für die Algarve und ist zugleich Museumsschiff.

## Bau und technische Daten
Nach dem Bau der Karavelle Bartolomeu Dias 1987/88 beauftragte die Associaçao Portuguesa de Treino de Vela (APORVELA) den Bau eines zweiten Schiffes dieses Typs, um an die portugiesischen Entdeckungen des 15. Jahrhunderts zu erinnern und das Schiff zugleich für das Segeltraining Jugendlicher zu nutzen. Mit dem Bau beauftragt wurde die Werft Samuel & Filhos in Vila do Conde, die das hölzerne Schiff nach den Regeln des Schiffsbaus des 15. Jahrhunderts erstellte und moderne Sicherheitsanforderungen integrierte.
Die Boa Esperança ist 23,80 Meter lang, 6,59 Meter breit und hat einen Tiefgang von 3,30 Metern. Die Karavelle kann an ihren beiden Masten zwei Segel mit 220 m² setzen. Unter Segeln erreicht sie eine Geschwindigkeit von 5,0 Knoten. Zusätzlich ist sie mit einem Volvo Penta-Dieselmotor ausgestattet, der 190 PS leistet und eine Geschwindigkeit von 10,0 Knoten ermöglicht. Die Besatzung bestand zunächst aus 5 Mann und 17 Trainees, heute können 22 Passagiere befördert werden.

## Geschichte
Nach Ablieferung an die Associaçao Portuguesa de Treino de Vela unternahm die Boa Esperança ihre Jungfernfahrt im Sommer 1990 nach Brügge, um an den dortigen Feierlichkeiten zur Gründung einer portugiesischen Faktorei im 15. Jahrhundert teilzunehmen. Hauptaufgabe des Schiffes war die Segelausbildung junger Menschen. In dieser Rolle nahm das Schiff an zahlreichen Wettbewerben und Seereisen teil, die nach Nordeuropa bis nach Norwegen, ins Mittelmeer und über den Atlantik nach Nordamerika sowie nach Brasilien in Südamerika führten. Darüber hinaus diente sie zur Erforschung dieses Schiffstyps und auch als Kulisse für mehrere Filme.
Im Jahr 2001 erwarb der Tourismusverband der Algarve („Região de Turismo do Algarve“) die Boa Esperança. Seit dem 16. Juni 2001 liegt das Schiff im Hafen von Lagos vor Anker und kann besichtigt werden. Dort wirbt es für die Algarve, erinnert mit einer Ausstellung an Bord an die Rolle solcher Schiffe bei den portugiesischen Entdeckungen des 15. Jahrhunderts sowie das Leben der Seeleute auf einem Schiff dieser Zeit.